# Johann Heinrich Bachmann
Johann Heinrich Bachmann (* 14. Januar 1719 in Feuchtwangen; † 15. Juli 1786 in Zweibrücken) war ein deutscher Jurist und Archivar.

## Leben und Wirken
Johann Heinrich Bachmann studierte Rechtswissenschaft an der Universität Jena und war von 1741 bis 1744 zunächst Hofmeister der fürstlichen Pagen am Hof in Zweibrücken. Seit 1744 war er als Landesarchivar für Pfalz-Zweibrücken tätig. 1747 wurde er zum Regierungsrat, 1776 zum Geheimen (1778: Wirklichen) Regierungsrat ernannt. In dieser Funktion sorgte er u. a. für die Neuordnung des Archivs. Bachmann wurde 1747 außerdem zum lutherischen Oberkonsistorialrat ernannt und wurde 1759 Mitglied der Kurpfälzischen Akademie der Wissenschaften in Mannheim. Bachmann beschäftigte sich eingehend mit dem Staatsrecht von Pfalz-Zweibrücken.
Sein Sohn war der Archivar, Jurist und Politiker Georg August Bachmann.

## Schriften
- (Hrsg.): Zwölf Urkunden zur Erläuterung der Geschichte der Gefangennehmung Philipp des Grosmüthigen, Landgrafen zu Hessen. Mannheim 1768.
- Herzog Wolfgangs zu Zweybrüken Kriegs-Verrichtungen. Gröstenthals aus Archival-Nachrichten beschrieben. Mannheim 1769.
- Vorlegung der Fideicommissarischen Rechte des Kur- und Fürstlichen Hauses Pfalz überhaupt und des regierenden Herrn Herzogs zu Pfalz-Zwekbrcken , als dermaligen nächsten Agnaten und Kurfolgers. Hallanzy, Zweibrücken 1778.
- Betrachtungen über die Grundfeste des Durchlauchtigsten Hauses Pfalzbaiern, nämlich die allgemeine Familienfideicommiß in Verbindung mit dem Rechte der Erstgeburt. Bender, Mannheim 1780.
- Beantwortung der Schrift, des Königlich-Dänischen Staats-Raths, Herrn Johann Jacob Mosers, von der zukünftigen Pfalz-Zweybrückischen Landesfolge. o. O. 1781.
- Pfalz Zweibrükisches Staats-Recht. Zwei Bände. Heerbrandt, Tübingen 1784/1792.
- Ueber die Benennung Pfalz-Baiern. Mannheim 1786.